# Parlamentní volby v Maďarsku 1990

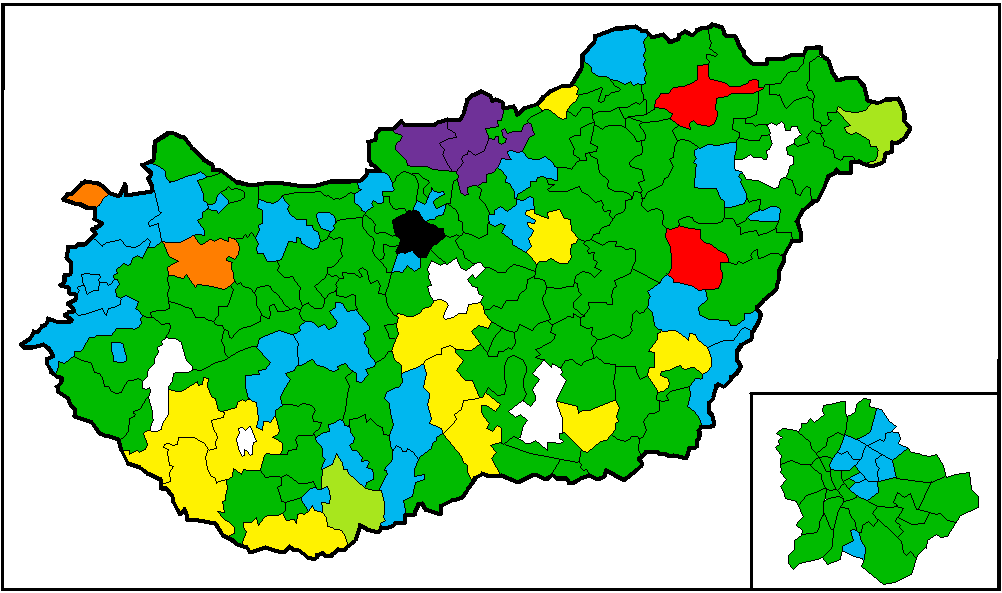
Výsledky voleb 1990:
MDF
SZDSZ
FKGP
MSZP
Fidesz
KDNP
Nezávislí kandidáti (F)
ASZ

Parlamentní volby v Maďarsku 1990 byly první svobodné volby Maďarské republiky po 43 letech komunistické vlády v Maďarské lidové republice. První kolo voleb se konalo 25. března, druhé 9. dubna.

## Historie
Prvním krokem ke svobodným volbám v komunistické MLR bylo založení opoziční strany vůči vládnoucí MSZMP. Stalo se tak dne 27. září 1987, kdy bylo založeno Magyar Demokrata Fórum. Půl roku na to, přesněji 30. března 1988, vznikla politická strana Fidesz a na podzim téhož roku strana SZDSZ. Také uvnitř samotné vládní MSZMP sílily reformní tendence. Dne 18. září 1989 podepsali zástupci MSZMP a opozice dohodu, v níž zdůraznili své odhodlání vytvořit právní a politické podmínky pro přechod k pluralitní demokracii a k vládě práva a překonat vleklou společensko-hospodářskou krizi. Došlo k sepsání prozatímní ústavy, která nahradila komunistickou z roku 1949. Zaručovala pokojný přechod k tržní ekonomice, občanskou demokracii, lidská práva a výslovně zakazovala výkon vládní moci jen jednou stranou. Nová ústava byla uzákoněna 23. října 1989 v den výročí počátku protikomunistického Maďarského povstání z roku 1956. Téhož dne byl předseda parlamentu Mátyás Szűrös zvolen prozatímním prezidentem a v pravé poledne z balkónu Országházu slavnostně vyhlásil Maďarskou republiku (Třetí Maďarská republika). První svobodné a skutečně demokratické volby byly naplánovány na jaro příštího roku.

### Volební účast
|        | 1. kolo    | 2. kolo  |
| ------ | ---------- | -------- |
| Datum: | 25. březen | 9. duben |
| Účast: | 65,11%     | 45,54%   |

## Volební výsledky
Voliči již demokratického Maďarska dali v těchto volbách jasně najevo svůj odklon od levicové politiky. Vítězem se jednoznačně stalo pravicové Magyar Demokrata Fórum (MDF) se ziskem 164 mandátů. Na druhém místě skončilo rovněž pravicové SZDSZ se ziskem 93 mandátů a na třetím místě taktéž pravicové FKGP se 44 křesly. Jediná levicová strana MSZP skončila až čtvrtá jen se 33 mandáty. Z šesti stran, které se dostaly do parlamentu, uzavřelo MDF s FKGP a KDNP pravostředovou koalici, která se vedle rozvíjení demokracie a tržní ekonomiky zavázala hájit i křesťanské a národní hodnoty. Tato koalice získala více než 60% mandátů. Ostatní křesla obsazená pravicovými poslanci z SZDSZ, Fidesz a levicové MSZP skončila v opozici. Předsedou nově vzniklé vlády se stal József Antall, šéf vítězného MDF.

### Tabulka
| Strana                                      | Počet hlasů v číslech (I. kolo) | Počet hlasů v procentech (I. kolo) | Počet hlasů v číslech (II. kolo) | Počet hlasů v procentech (II. kolo) | Počet mandátů v číslech | Počet mandátů v procentech | Úloha v parlamentu |
| ------------------------------------------- | ------------------------------- | ---------------------------------- | -------------------------------- | ----------------------------------- | ----------------------- | -------------------------- | ------------------ |
| Magyar Demokrata Fórum (MDF)                | 1 213 825                       | 24,72%                             | 1 406 269                        | 41,24%                              | 164                     | 42,49%                     | Vláda              |
| Szabad Demokraták Szövetsége (SZDSZ)        | 1 050 452                       | 21,40%                             | 1 045 920                        | 30,68%                              | 93                      | 24,09%                     | Opozice            |
| Független Kisgazdapárt (FKGP)               | 576 256                         | 11,74%                             | 355 112                          | 10,42%                              | 44                      | 11,40%                     | Vláda i opozice    |
| Magyar Szocialista Párt (MSZP)              | 534 898                         | 10,89%                             | 216 496                          | 6,35%                               | 33                      | 8,55%                      | Opozice            |
| Fiatal Demokraták Szövetsége (Fidesz)       | 439 481                         | 8,95%                              | 63 064                           | 1,85%                               | 21                      | 5,44%                      | Opozice            |
| Kereszténydemokrata Néppárt (KDNP)          | 317 183                         | 6,46%                              | 126 636                          | 3,71%                               | 21                      | 5,44%                      | Vláda              |
| Magyar Szocialista Munkáspárt (MSZMP)       | 180 899                         | 3,68%                              | 8 640                            | 0,25%                               | —                       | —                          | Mimo parlament     |
| Magyarországi Szociáldemokrata Párt (MSZDP) | 174 410                         | 3,55%                              | 922                              | 0,03%                               | —                       | —                          | Mimo parlament     |
| Agrárszövetség (ASZ)                        | 154 004                         | 3,14%                              | 21 923                           | 0,64%                               | 1                       | 0,26%                      | Nezávislí          |
| Vállalkozók Pártja (VP)                     | 92 689                          | 1,89%                              | 5 292                            | 0,16%                               | —                       | —                          | Vláda1             |
| Hazafias Választási Koalíció (HVK)          | 91 910                          | 1,87%                              | 31 526                           | 0,92%                               | —                       | —                          | Mimo parlament     |
| SZDSZ-Fidesz                                | 29 113                          | 0,59%                              | 29 017                           | 0,85%                               | 2                       | 0,52%                      | Opozice            |
| ASZ-Szövetség a Faluért, a Vidékért (SZFV)  | 12 958                          | 0,26%                              | 15 394                           | 0,44%                               | 1                       | 0,26%                      | Nezávislí          |
| SZDSZ-Fidesz-KDNP                           | 6 473                           | 0,13%                              | 7 856                            | 0,23%                               | 1                       | 0,26%                      | Opozice            |
| Nezávislí kandidáti (F)                     | 312 997                         | 6,31%                              | 62 543                           | 1,83%                               | 5                       | 1,3%                       | Proměnlivé         |
| Ostatní strany                              | 83 764                          | 1,70%                              | 28 190                           | 0,83%                               | —                       | —                          | Mimo parlament     |
| Celkem                                      | 4 911 241                       | 100%                               | 3 424 800                        | 100,44%3                            | 386                     | 100%                       | —                  |

1: Několik politiků bylo také členy FKGP a získaly tak mandáty v rámci FKGP.